# Phantasmagoria (album)
Phantasmagoria je sedmi studijski album norveškog simfonijskog black metal-sastava Limbonic Art. Album je 19. srpnja 2010. godine objavila diskografska kuća Candlelight Records. Budući da je prethodni gitarist i klavijaturist sastava Morfeus napustio grupu neko vrijeme nakon objave albuma Legacy of Evil, sve je pjesme na albumu napisao i skladao Daemon.

## Popis pjesama
Tekstovi i glazba: Daemon. 
| 1.    | »Prologue / Phantasmagoria«  | 5:02 |
| 2.    | »Crypt of Bereavement«       | 5:52 |
| 3.    | »Curse of the Necromancer«   | 6:22 |
| 4.    | »Portal to the Unknown«      | 4:22 |
| 5.    | »Dark Winds«                 | 5:40 |
| 6.    | »A World in Pandemonium«     | 6:43 |
| 7.    | »Flight of the Minds Eye«    | 3:48 |
| 8.    | »Apocalyptic Manifestation«  | 4:02 |
| 9.    | »Prophetic Dreams«           | 5:40 |
| 10.   | »The Burning Vortex«         | 6:54 |
| 11.   | »A Black Sphere of Serenity« | 8:24 |
| 12.   | »Astral Projection«          | 8:13 |
| 71:02 |                              |      |

## Recenzije
Alex Henderson, glazbeni kritičar sa stranice AllMusic, dodijelio je albumu tri od pet zvjezdica te je komentirao da je Phantasmagoria "vrlo vjerojatno najžešći album Limbonic Arta do danas. [...] [Sastav je na albumu] još uvijek melodičan te još uvijek preferira simfonijske elemente, [...] ali nije toliko uglancan kao primjerice Dimmu Borgir ili Cradle of Filth, jer Phantasmagoria teži nijansama i žestokoj energičnosti. Phantasmagoria je, kao i Legacy of Evil, pomalo neujednačena. No većinu vremena disk je privlačan [...] te činjenica što Limbonic Art koristi virtualne bubnjeve ne sprječava grupu pri zadavanju rana i ogrebotina".

## Osoblje
Limbonic Art
- Daemon – vokali, gitara, bas-gitara, programiranje bubnjeva, produkcija, snimanje, miksanje

Ostalo osoblje
- Vebjørn Strømmen – naslovnica, dizajn
- Henrik Bruun – produkcija, snimanje, miksanje
- Turan Audio – mastering